# Пелехатий Кузьма Миколайович
Кузьма Миколайович Пелехатий (11 листопада 1886, село Опори Австро-Угорщина, тепер Дрогобицького району Львівської області — 28 березня 1952, місто Львів) — український письменник-комуніст, москвофіл, голова виконкому Львівської обласної Ради депутатів трудящих.
Депутат Верховної Ради УРСР 2—3-го скликань і Верховної Ради СРСР 3-го скликання, член «Сельробу» (стояла на позиціях нелегальної КПЗУ) і ВКП(б).

## Біографія
Народився в родині малоземельного селянина.
У 1905—1908 роках навчався у Вищому інституті журналістики у Відні. З 1910 року працював у львівських газетах москвофілів «Галичанин» і «Прикарпатська Русь», з 1913 року — в журналі групи «галицько-руських соціалістів» «Нове життя».
На початку Першої світової війни в 1914 році, як запідозрений у шпигунстві та державній зраді співробітник москвофільської преси, був поміщений австрійською владою в концтабір Терезин, а потім переведений до концтабору Талергоф.
Після звільнення з Талергофа працював у селах на Дрогобиччині та у місті Дрогобичі. У 1920 році переїхав до Львова. Співпрацював в галицько-москвофільських виданнях, у тому числі в Календарі товариства імені Качковського за 1920 рік, де помістив ряд нарисів про так звані репресії в Галицькій Русі в Першу світову війну.
У 1921—1927 роках — редактор газети «Воля народу» (орган партії «Народна воля»), в якій публікував численні статті, нариси, фейлетони, а також агітаційні вірші під псевдонімом Кузьма Бездомний.
У 1927 році один із організаторів партії «Українське селянсько-робітниче соціалістичне об'єднання» (Сель-роб), що стояла на позиціях нелегальної Комуністичної партії Західної України. У 1927—1928 р. — редактор газети «Сель-роб».
У 1930—1932 роках — співробітник прорадянської газети «Сила». За революційну діяльність неодноразово арештовувався польською владою. У 1932 році сидів у Луцькій в'язниці.
Активний учасник совєтофільського Антифашистського конгресу діячів культури 1936 року у Львові.
З вересня 1939 по червень 1941 року працював у редакції львівської обласної газети «Вільна Україна». З 1944 року знову працював у редакції газети «Вільна Украïна», потім — журналу «Радянський Львів».
У 1946—1947 роках — заступник голови виконавчого комітету Львівської міської Ради депутатів трудящих.
У 1947 — січні 1949 року — заступник голови виконавчого комітету Львівської обласної Ради депутатів трудящих.
Член ВКП(б) з 1948 року.
У січні 1949 — березні 1952 року — голова виконавчого комітету Львівської обласної Ради депутатів трудящих.
Автор збірки публіцистичних творів «І всміхнеться земля-мати…» (1959).

## Нагороди
- орден Трудового Червоного Прапора (23.01.1948)
- медалі